# Stan Wawrinka
Stanislas „Stan“ Wawrinka (* 28. března 1985 Lausanne) je švýcarský profesionální tenista, olympijský vítěz v mužské čtyřhře pekingských her 2008 v páru s Rogerem Federerem. Na grandslamu zvítězil ve dvouhře Australian Open 2014, French Open 2015 a US Open 2016. Z finále French Open 2017 odešel poražen. Ke zkompletování kariérního grandslamu mu tak chybí wimbledonská trofej.  Ve své dosavadní kariéře na okruhu ATP Tour vyhrál šestnáct turnajů ve dvouhře a tři ve čtyřhře. Na challengerech ATP získal šest titulů ve dvouhře a v rámci okruhu ITF vybojoval jeden titul ve čtyřhře.
Na žebříčku ATP byl ve dvouhře nejvýše klasifikován v lednu 2014 na 3. místě a ve čtyřhře pak v únoru 2015 na 88. místě. V roce 2022 se jeho trenérem potřetí stal Švéd Magnus Norman.
Juniorskou dvouhru vyhrál na French Open 2003 po finálové výhře nad Brianem Bakerem. V následném vydání světového žebříčku ITF juniorů dosáhl maxima, když mu v červnu 2003 patřila 7. příčka. Semifinále si zahrál na Turnaji mistrů 2013, 2014 a 2015. První trofej ze série Masters si odvezl z antukového Monte-Carlo Rolex Masters 2014 po vítězství nad Federerem.
Švýcarskému týmu zajistil s Federerem triumf v Davis Cupu 2014 po závěrečné výhře ve Světové skupině nad Francií 3:1 na zápasy. Švýcaři tak vůbec poprvé zvedli nad hlavu „salátovou mísu“ pro šampiony nejstarší týmové soutěže v tenise.
V roce 2009 John McEnroe označil jeho bekhend za jeden z nejsilnějších, které kdy viděl a úder popsal jako „nejlepší jednoručný bekhend v dnešní hře“. Před French Open 2014 Wawrinka požádal o změnu jména na okruzích z formy „Stanislas“ na zkrácený tvar „Stan“.

## Davis Cup a olympijské hry
Ve švýcarském daviscupovém týmu debutoval v roce 2004 únorovým 1. kolem Světové skupiny proti Rumunsku, v němž podlehl Victoru Hănescovi. V roce 2014 se stal členem vítězného týmu, který znamenal první švýcarský triumf. Do září 2023 v soutěži nastoupil k dvaceti pěti mezistátním utkáním s bilancí 23–14 ve dvouhře a 4–13 ve čtyřhře. 
Švýcarsko reprezentoval na Letních olympijských hrách 2008 v Pekingu, kde v mužské dvouhře startoval jako devátý nasazený. Druhé kolo se pro něj stalo konečnou fází, když nestačil na Rakušana Jürgena Melzera. Do mužské čtyřhry nastoupil s Rogerem Federerem a po finálové výhře nad švédskou dvojicí Simon Aspelin a Thomas Johansson v poměru 6–3, 6–4, 6–7(4–7), 6–3, získal zlatou medaili. Na konci roku 2008 byli s Federerem vyhlášeni nejlepším švýcarským týmem.
Zúčastnil se také Her XXX. olympiády v All England Clubu. Na Zahajovacím ceremoniálu se stal vlajkonošem švýcarské výpravy, když tuto čestnou roli převzal po Federerovi. V úvodním kole dvouhry podlehl pozdějšímu britskému vítězi Andy Murraymu. Spolu s Federerem obhajovali z pozice turnajových šestek olympijský titul v mužské čtyřhře. Skončili však ve druhém kole na raketách izraelského páru Jonatan Erlich a Andy Ram.
Kvůli přetrvávajícím problémům se začátkem srpna 2016 omluvil z riodejaneirských Her XXXI. olympiády.

## Grandslamové tituly

### První titul na Australian Open 2014

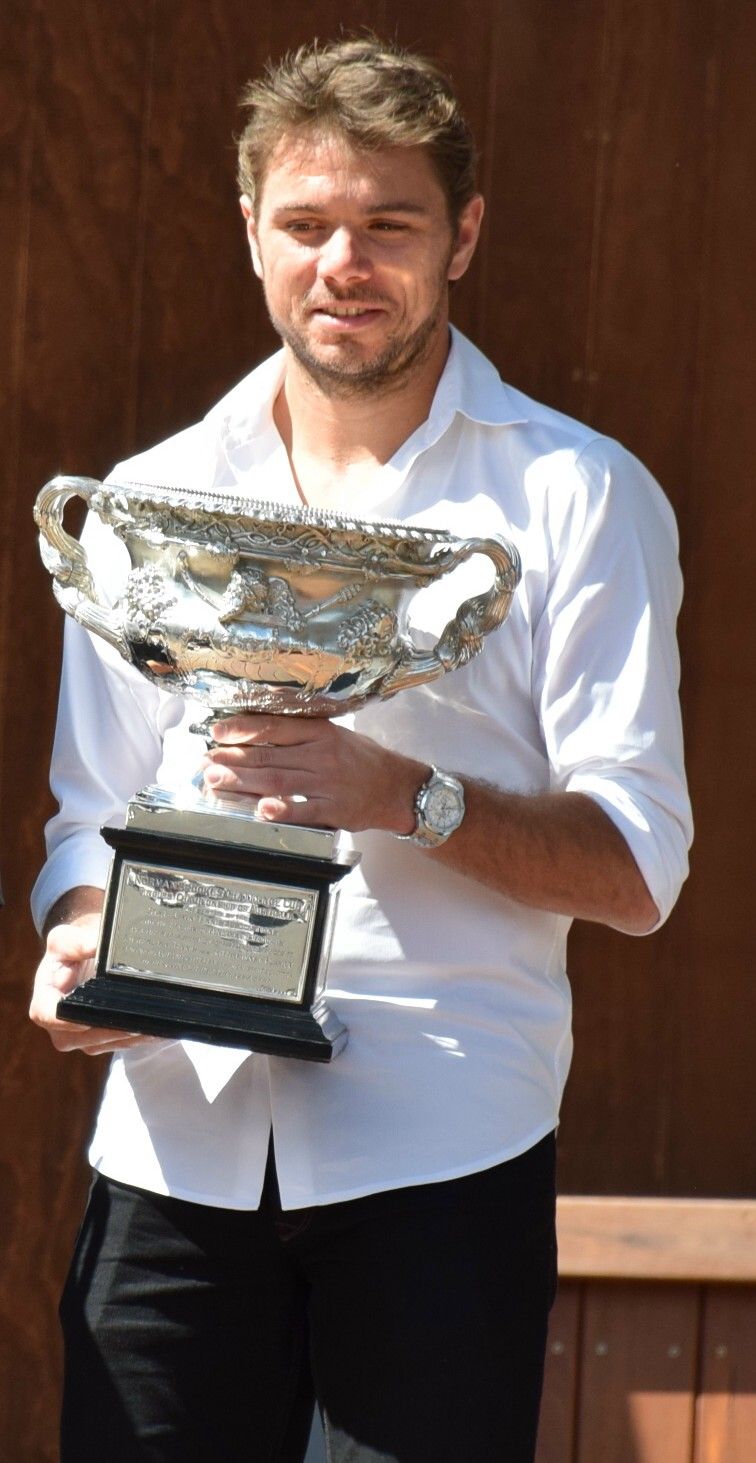
S pohárem Normana Brookse pro vítěze Australian Open 2014

Na lednové Australian Open 2014 přijížděl do Melbourne Parku v roli osmého nasazeného.
Po skreči Kazachstánce Andreje Golubjeva ve druhém setu, zdolal kolumbijského hráče Alejandra Fallu. Z třetího kola odstoupil Kanaďan Vasek Pospisil a bez odehraného zápasu postoupil do osmifinále. V něm přehrál bez ztráty sady sedmnáctého nasazeného Španěla Tommyho Robreda, když zvládl dva tiebreaky.
Ve čtvrtfinále svedl pětisetovou bitvu proti světové dvojce a trojnásobnému obhájci titulu Novaku Djokovićovi, když v pátém dějství doháněl ztracené podání a nakonec jej získal poměrem her 9–7. Výhra znamenala ukončení série čtrnácti vzájemných proher. Mezi poslední čtyřkou narazil na turnajovou sedmičku Tomáše Berdycha, jenž se do semifinále probojoval poprvé, stejně jako Wawrinka. Ve vyrovnaném čtyřsetovém průběhu byly odehrány tři tiebreaky, z nichž poslední dva připadly Švýcarovi. Ve finále přehrál světovou jedničku Rafaela Nadala. Jednalo se o premiérové vzájemné vítězství se Španělem, čímž snížil pasivní zápasovou bilanci na 1–12. Po grandslamu se posunul na kariérní maximum, když mu nově patřilo 3. místo, znamenající pozici švýcarské jedničky před Federerem.
Wawrinka se stal prvním mužem od Bruguerova titulu na French Open 1993, kterému se podařilo na jediném Grand Slamu porazit dva nejvýše nasazené hráče. Bruguera tehdy vyřadil turnajovou jedničku Peta Samprase i dvojku Jima Couriera. Stal se také druhým mužem mimo tzv. „Velkou čtyřku“, tvořenou Federerem, Nadalem, Djokovićem a Murraym, jenž od sezóny 2005 vyhrál dvouhru na Grand Slamu. Napodobil tak titul Juana Martína del Potra z US Open 2009. Navíc jako první tenista vůbec vyřadil Nadala i Djokoviće na jediném majoru. Jako druhý švýcarský muž, po Rogeru Federerovi, triumfoval na majoru.

### Druhý titul na French Open 2015

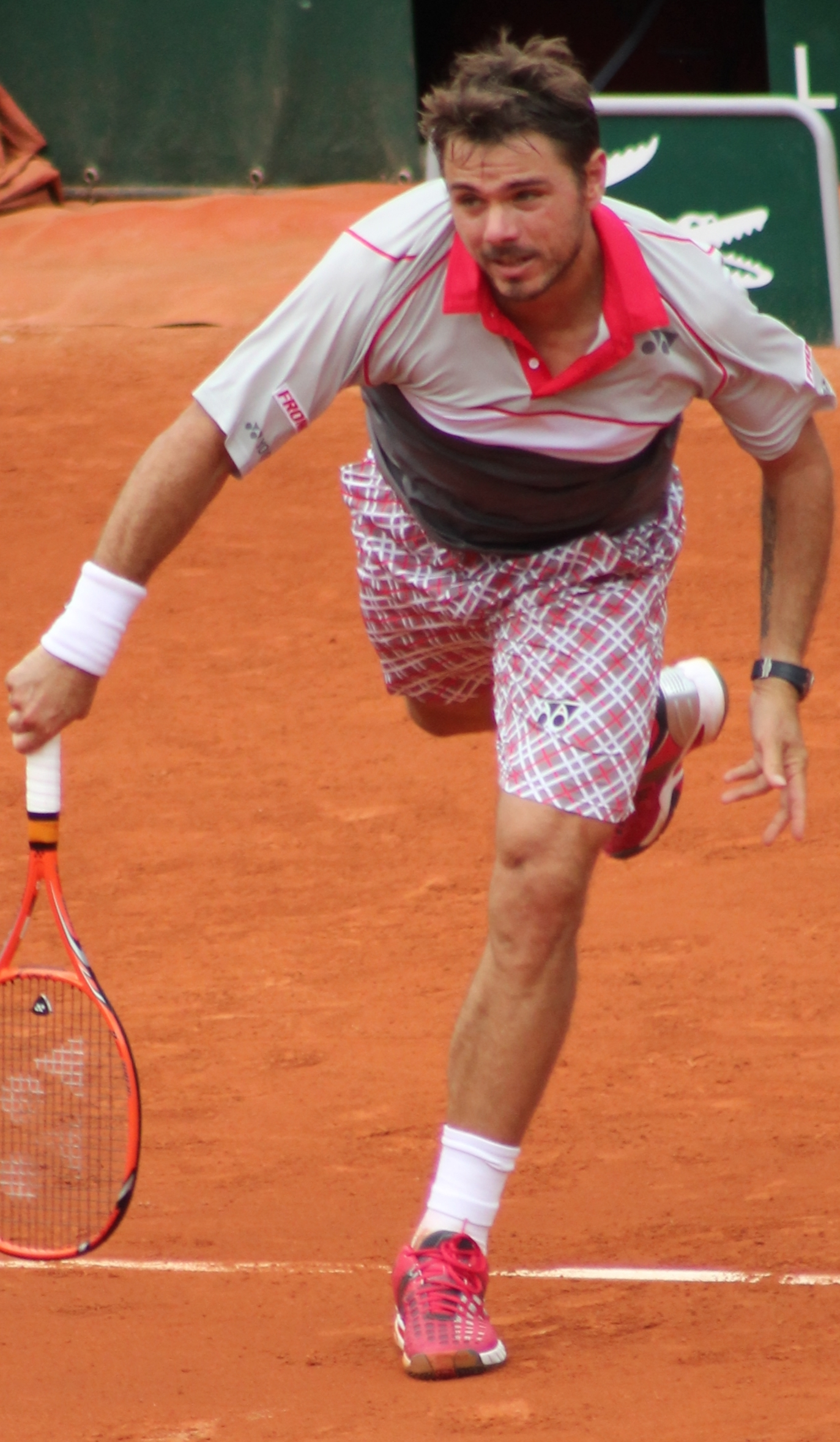
Podání na French Open 2015

Na antukové French Open 2015 zavítal v pozici turnajové osmičky.
Na úvod vyřadil Turka Marsela İlhana ve třech, a Srba Dušana Lajoviće ve čtyřech, setech. Třetí a čtvrté kolo proti americkému hráči Stevu Johnsonovi i francouzské turnajové dvanáctce Gillesi Simonovi zvládl bez ztracené sady. Silovou a nátlakovou hrou s minimem chyb ve čtvrtfinále porazil světovou dvojku Rogera Federera, znamenající první vzájemné vítězství na grandslamu. Premiérovou účast v pařížském semifinále proti čtrnáctému nasazenému Jo-Wilfriedu Tsongovi vyhrál po čtyřsetovém průběhu.
Ve finále zdolal světovou jedničku Novaka Djokoviće, když ve čtvrté sadě doháněl ztrátu prolomeného podání a stav 0:40 v navazujícím gamu. Dvěma využitými brejky ve čtvrtém setu získal šest z posledních sedmi her. V probíhající sezóně si tak připsal třetí turnajovou výhru, která představovala desátý singlový titul na okruhu ATP Tour.
V pondělní aktualizaci žebříčku ATP z 8. června 2015 se vrátil na 4. příčku, jež mu patřila na začátku sezóny. Djoković odešel potřetí z pařížského finálového duelu poražen a nezkompletoval tak kariérní Grand Slam, když mu stále chyběla trofej z French Open.
Výhrami nad dvěma nejvýše nasazenými hráči v rámci jediného Grand Slamu zopakoval Wawrinka svůj výkon z Australian Open 2014. Současně se stal prvním mužským šampionem Roland Garros od roku 2002 a Alberta Costy, který v předcházejícím ročníku vypadl již v úvodním kole, a také byl prvním hráčem od Wilanderova titulu 1982, jenž předtím vyhrál i juniorku French Open.

### Třetí titul na US Open 2016
Jetě před začátkem US Open 2016, se vrátil zpět mezi tři nejlepší tenisty žebříčku ATP (Emirates ATP Rankings). Na kurty newyorského Flushing Meadow pak přijížděl coby třetí nasazený tenista.

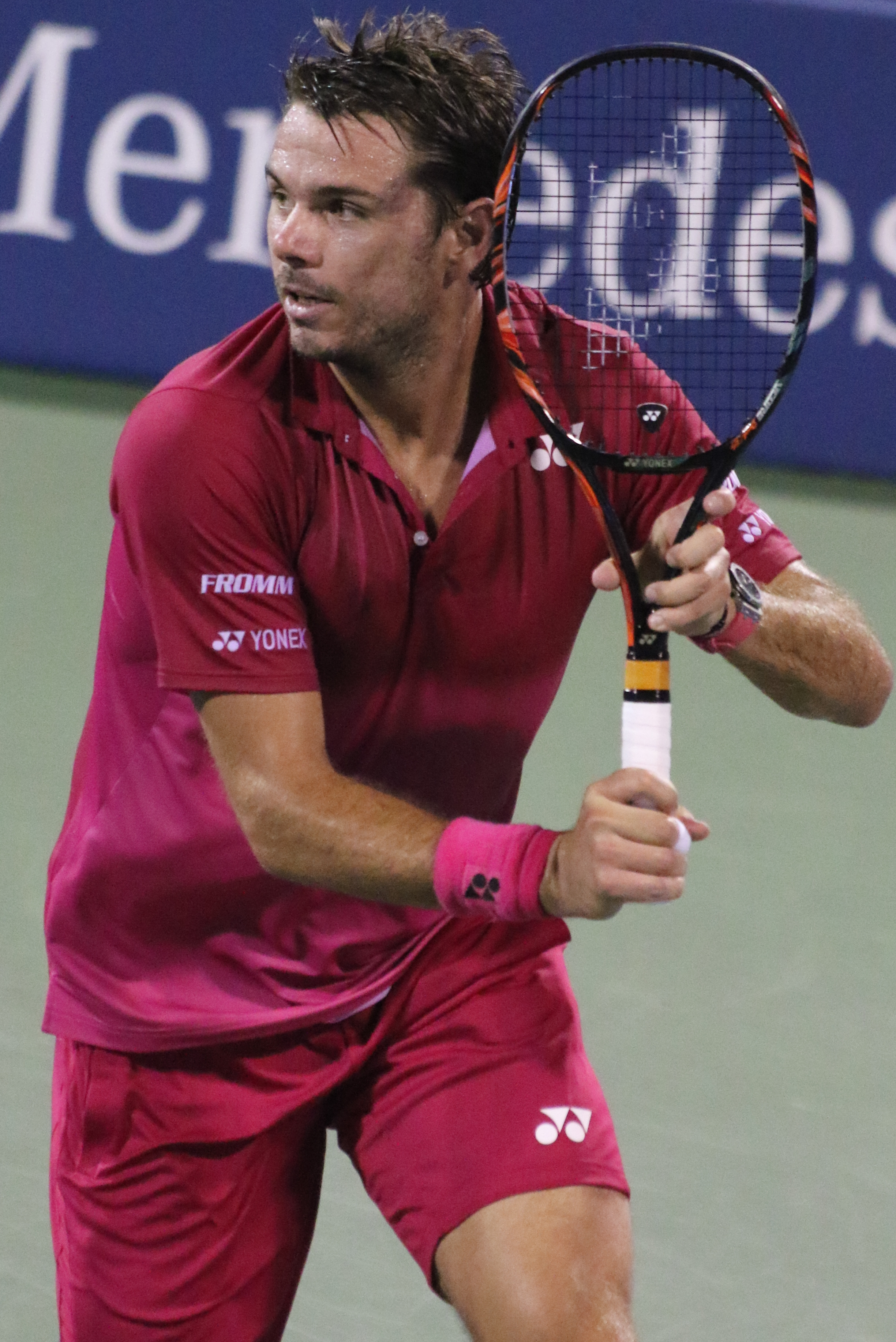
Bekhend na US Open 2016

V úvodním kole oplatil porážku Španělovi Fernandovi Verdascovi, který ho na turnaji v londýnském Queen's Clubu vyřadil ve stejné části turnaje. Následně zdolal ve třech setech Alessandra Giannessiho z Itálie. Jediný míček jej dělil od vyřazení v duelu třetího kola s britským tenistou Danielem Evansem. Brit si v tiebreaku čtvrtého setu vypracoval mečbol, který však nevyužil a Wawrinka tak po více než čtyřech hodinách postoupil dál. Ve čtyřech setech pak odklidil z pavouka Ukrajince Illju Marčenka a počtvrté za sebou postoupil na US Open do čtvrtfinále. Stejný počet setů potřeboval i ve čtvrtfinálovém střetnutí s Juanem Martínem del Potrem, kterému oplatil porážky ze čtyř předchozích vzájemných duelů a tuto bilanci snížil na 3:4 z jeho pohledu. V semifinále se střetl s šestým nasazeným Keiem Nišikorim, jehož ve čtyřech setech přemohl a poprvé se v New Yorku dostal do finále.
Ve svém třetím grandslamovém finále se střetl s obhájcem trofeje a světovou jedničkou Novakem Djokovićem, s nímž měl před utkáním zápornou bilanci vzájemných utkání 4–19, když čtyři z posledních pěti utkání s tímto tenistou prohrál, vyjma finále na Roland Garros 2015. Švýcar v utkání odvrátil 14 ze 17 brejkbolů soupeře, hrál agresivněji a po 3 hodinách a 54 minutách boje nakonec zvítězil. Svou sérii finálové neporazitelnosti prodloužil na jedenáct utkání a pokaždé, když Srba na grandslamu porazil, tak nakonec slavil i titul.

## Soukromý život
Narodil se roku 1985 ve švýcarském Lausanne do rodiny německého otce a švýcarské matky. Drží tak švýcarské i německé občanství.
Otec Wolfram Wawrinka, farmář a sociální pracovník, je Němec s českými kořeny. Děd z otcovy strany pocházel ze slezského, polsko-československého pohraničí. Příjmení Wawrinka má polský původ. Matka Isabelle Wawrinková, profesí vychovatelka, je Švýcarka. Pracovala na rodinné biodynamické farmě „Ferme du Château“ u Lausanne, spojené se zámkem v Saint-Barthélemy, kde pomáhala klientům s postižením a závislostmi. V tomto prostředí Wawrinka vyrůstal se starším bratrem Jonathanem a mladšími sestrami Djanaée a Naéllou. V Crissier vystudoval školu Rudolfa Steinera waldorfského typu.
Sňatek s Ilhamou Vuilloudovou (nar. 24. února 1974), o jedenáct let starší bývalou modelkou a televizní moderátorkou, se uskutečnil 15. prosince 2009. Rodina žila v Saint-Barthélemy. Do manželství se 12. února 2010 narodila dcera Alexia. Na začátku ledna 2011 pak švýcarská média s odkazem na Vuilloudovou uvedla, že se Wawrinka odloučil od rodiny, aby se plně věnoval tenisu, protože mu mělo zbývat čtyři až pět let na kvalitní výsledky. Pár se poté znovu sblížil, než tenista 19. dubna 2015 na Facebooku oznámil rozvod. Následující den se Vuilloudová ostře ohradila proti manželově verzi průběhu událostí.
Po rozvodu navázal v roce 2015 partnerský vztah s chorvatskou tenistkou Donnou Vekićovou. Poměr medializoval Nick Kyrgios, když během zápasu s Wawrinkou na Rogers Cupu 2015 přítelkyni zmínil v sexuální narážce adresované Švýcarovi. Kyrgios byl následně ze strany ATP penalizován pokutou 35 tisíc dolarů a podmíněným měsíčním zákazem hry, pokud by se dopustil dalšího provinění. Wawrinka s Vekićovou oznámili rozchod v květnu 2019.

## Trenérské vedení
- Dimitri Zavialoff (2002–2010)
- Peter Lundgren (2010–2012)
- Magnus Norman (2013–2017)
- Richard Krajicek (2016)
- Paul Annacone (2017)
- Daniel Vallverdú  (2019–2022)
- Magnus Norman (2013–2017, 2018–2020, od 2022)

## Finále na Grand Slamu

### Mužská dvouhra: 4 (3–1)
| Stav      | rok  | turnaj          | povrch | soupeř ve finále | výsledek                |
| --------- | ---- | --------------- | ------ | ---------------- | ----------------------- |
| Vítěz     | 2014 | Australian Open | tvrdý  | Rafael Nadal     | 6–3, 6–2, 3–6, 6–3      |
| Vítěz     | 2015 | French Open     | antuka | Novak Djoković   | 4–6, 6–4, 6–3, 6–4      |
| Vítěz     | 2016 | US Open         | tvrdý  | Novak Djoković   | 6–7(1–7), 6–4, 7–5, 6–3 |
| Finalista | 2017 | French Open     | antuka | Rafael Nadal     | 2–6, 3–6, 1–6           |

## Finále na olympijských hrách

### Mužská čtyřhra: 1 (1–0)
| Stav  | rok  | turnaj       | povrch | spoluhráč     | soupeři ve finále              | výsledek                |
| ----- | ---- | ------------ | ------ | ------------- | ------------------------------ | ----------------------- |
| Zlato | 2008 | Peking, Čína | tvrdý  | Roger Federer | Simon Aspelin Thomas Johansson | 6–3, 6–4, 6–7(4–7), 6–3 |

## Finále na okruhu ATP Tour
| Legenda (před/od 2009)                                    |                          |
| D – dvouhra; Č – čtyřhra                                  | D – dvouhra; Č – čtyřhra |
| --------------------------------------------------------- | ------------------------ |
| Grand Slam (3–1 D)                                        |                          |
| Zlato na olympijských hrách (1–0 Č)                       |                          |
| Turnaj mistrů (0)                                         |                          |
| ATP Masters Series / ATP Tour Masters 1000 (1–3 D; 0–1 Č) |                          |
| ATP International Series Gold / ATP Tour 500 (3–3 D)      |                          |
| ATP International Series / ATP Tour 250 (9–8 D; 2–3 Č)    |                          |

### Dvouhra: 31 (16–15)
| Stav      | č.  | datum             | turnaj                                | povrch    | soupeř ve finále       | výsledek                |
| --------- | --- | ----------------- | ------------------------------------- | --------- | ---------------------- | ----------------------- |
| Finalista | 1.  | 4. července 2005  | Gstaad, Švýcarsko                     | antuka    | Gastón Gaudio          | 4–6, 4–6                |
| Vítěz     | 1.  | 24. července 2006 | Umag, Chorvatsko                      | antuka    | Novak Djoković         | 6–6skreč                |
| Finalista | 2.  | 22. července 2007 | Stuttgart, Německo                    | antuka    | Rafael Nadal           | 4–6, 5–7                |
| Finalista | 3.  | 14. října 2007    | Vídeň, Rakousko                       | tvrdý (h) | Novak Djoković         | 4–6, 0–6                |
| Finalista | 4.  | 5. ledna 2008     | Dauhá, Katar                          | tvrdý     | Andy Murray            | 4–6, 6–4, 2–6           |
| Finalista | 5.  | 11. května 2008   | Řím, Itálie                           | antuka    | Novak Djoković         | 6–4, 3–6, 3–6           |
| Finalista | 6.  | 4. ledna 2010     | Čennaj, Indie                         | tvrdý     | Marin Čilić            | 6–7(2–7), 6–7(3–7)      |
| Vítěz     | 2.  | 11. dubna 2010    | Casablanca, Maroko                    | antuka    | Victor Hănescu         | 6–2, 6–3                |
| Vítěz     | 3.  | 9. ledna 2011     | Čennaj, Indie                         | tvrdý     | Xavier Malisse         | 7–5, 4–6, 6–1           |
| Finalista | 7.  | 24. února 2013    | Buenos Aires, Argentina               | antuka    | David Ferrer           | 4–6, 6–3, 1–6           |
| Vítěz     | 4.  | 5. května 2013    | Oeiras, Portugalsko                   | antuka    | David Ferrer           | 6–1, 6–4                |
| Finalista | 8.  | 12. května 2013   | Madrid, Španělsko                     | antuka    | Rafael Nadal           | 2–6, 4–6                |
| Finalista | 9.  | 22. června 2013   | 's-Hertogenbosch, Nizozemsko          | tráva     | Nicolas Mahut          | 3–6, 4–6                |
| Vítěz     | 5.  | 5. ledna 2014     | Čennaj, Indie (2)                     | tvrdý     | Édouard Roger-Vasselin | 7–5, 6–2                |
| Vítěz     | 6.  | 26. ledna 2014    | Australian Open, Melbourne, Austrálie | tvrdý     | Rafael Nadal           | 6–3, 6–2, 3–6, 6–3      |
| Vítěz     | 7.  | 20. dubna 2014    | Monte Carlo, Monako                   | antuka    | Roger Federer          | 4–6, 7–6(7–5), 6–2      |
| Vítěz     | 8.  | 11. ledna 2015    | Čennaj, Indie (3)                     | tvrdý     | Aljaž Bedene           | 6–3, 6–4                |
| Vítěz     | 9.  | 15. února 2015    | Rotterdam, Nizozemsko                 | tvrdý (h) | Tomáš Berdych          | 4–6, 6–3, 6–4           |
| Vítěz     | 10. | 7. června 2015    | French Open, Paříž, Francie           | antuka    | Novak Djoković         | 4–6, 6–4, 6–3, 6–4      |
| Vítěz     | 11. | 11. října 2015    | Tokio, Japonsko                       | tvrdý     | Benoît Paire           | 6–2, 6–4                |
| Vítěz     | 12. | 10. ledna 2016    | Čennaj, Indie (4)                     | tvrdý     | Borna Ćorić            | 6–3, 7–5                |
| Vítěz     | 13. | 27. února 2016    | Dubaj, Spojené arabské emiráty        | tvrdý     | Marcos Baghdatis       | 6–4, 7–6(15–13)         |
| Vítěz     | 14. | 21. května 2016   | Ženeva, Švýcarsko                     | antuka    | Marin Čilić            | 6–4, 7–6(13–11)         |
| Vítěz     | 15. | 11. září 2016     | US Open, New York, Spojené státy      | tvrdý     | Novak Djoković         | 6–7(1–7), 6–4, 7–5, 6–3 |
| Finalista | 10. | 25. září 2016     | Petrohrad, Rusko                      | tvrdý (h) | Alexander Zverev       | 2–6, 6–3, 5–7           |
| Finalista | 11. | 19. března 2017   | Indian Wells, Spojené státy           | tvrdý     | Roger Federer          | 4–6, 5–7                |
| Vítěz     | 16. | 27. května 2017   | Ženeva, Švýcarsko (2)                 | antuka    | Mischa Zverev          | 4–6, 6–3, 6–3           |
| Finalista | 12. | 11. června 2017   | French Open, Paříž, Francie           | antuka    | Rafael Nadal           | 2–6, 3–6, 1–6           |
| Finalista | 13. | 17. února 2019    | Rotterdam, Nizozemsko                 | tvrdý (h) | Gaël Monfils           | 3–6, 6–1, 2–6           |
| Finalista | 14. | 20. října 2019    | Antverpy, Belgie                      | tvrdý (h) | Andy Murray            | 6–3, 4–6, 4–6           |
| Finalista | 15. | 30. července 2023 | Umag, Chorvatsko                      | anutka    | Alexei Popyrin         | 7–6(7–5), 3–6, 4–6      |

### Čtyřhra: 7 (3–4)
| Stav      | č. | datum             | turnaj                      | povrch | spoluhráč        | soupeři ve finále                  | výsledek              |
| --------- | -- | ----------------- | --------------------------- | ------ | ---------------- | ---------------------------------- | --------------------- |
| Finalista | 1. | 11. července 2004 | Gstaad, Švýcarsko           | antuka | Marc Rosset      | Leander Paes David Rikl            | 4–6, 2–6              |
| Finalista | 2. | 7. července 2008  | Gstaad, Švýcarsko           | antuka | Stéphane Bohli   | Jaroslav Levinský Filip Polášek    | 6–3, 2–6, [9–11]      |
| Vítěz     | 1. | 16. srpna 2008    | LOH – Peking, ČLR           | tvrdý  | Roger Federer    | Simon Aspelin Thomas Johansson     | 6–3, 6–4, 64–7, 6–3   |
| Finalista | 3. | 11. ledna 2009    | Čennaj, Indie               | tvrdý  | JC Scherrer      | Eric Butorac Rajeev Ram            | 3–6, 4–6              |
| Finalista | 4. | 19. března 2011   | Indian Wells, Spojené státy | tvrdý  | Roger Federer    | Alexandr Dolgopolov Xavier Malisse | 4–6, 7–6(7–5), [7–10] |
| Vítěz     | 2. | 6. ledna 2013     | Čennaí, Indie               | tvrdý  | Benoît Paire     | Andre Begemann Martin Emmrich      | 6–2, 6–1              |
| Vítěz     | 3. | 23. července 2023 | Gstaad, Švýcarsko           | antuka | Dominic Stricker | Marcelo Demoliner Matwé Middelkoop | 7–6(10–8), 6–2        |

## Postavení na konečném žebříčku ATP

### Dvouhra
| Rok    | 2001  | 2002   | 2003   | 2004   | 2005  | 2006  | 2007  | 2008  | 2009  | 2010  | 2011  | 2012  | 2013 | 2014 | 2015 | 2016 | 2017 | 2018  | 2019  | 2020  | 2021  | 2022   |
| Pořadí | 1044. | ▲ 690. | ▲ 169. | ▲ 162. | ▲ 55. | ▲ 30. | ▼ 36. | ▲ 13. | ▼ 21. | ▬ 21. | ▲ 17. | ▬ 17. | ▲ 8. | ▲ 4. | ▬ 4. | ▬ 4. | ▼ 9. | ▼ 66. | ▲ 16. | ▼ 18. | ▼ 82. | ▼ 151. |

### Čtyřhra
| Rok    | 2001 | 2002    | 2003   | 2004   | 2005   | 2006  | 2007   | 2008   | 2009   | 2010   | 2011   | 2012   | 2013   | 2014  | 2015   | 2016   | 2017   | 2018 | 2019 | 2020   | 2021   | 2022    |
| Pořadí | 724. | ▼ 1455. | ▲ 560. | ▲ 288. | ▼ 851. | ▲ 91. | ▼ 432. | ▲ 236. | ▲ 100. | ▼ 384. | ▲ 101. | ▼ 203. | ▲ 175. | ▲ 96. | ▼ 183. | ▼ 569. | ▲ 549. | —    | 291. | ▲ 281. | ▼ 529. | ▼ 1081. |